# Fabiola Angulo
Fabiola Angulo (Maracaibo, 13 de marzo de 1977) es una actriz, presentadora de televisión y modelo venezolana.

## Trayectoria
Inicia su carrera de modelo en Estados Unidos en el año 2000, en la filmación de varias telenovelas y a su vez comienza como parte de un show de TV «Zona Cero» de SBS, y a su vez en «Zona Cero Radio» por la emisora Clásica 92.3 del Grupo SBS. También participó en el programa «La Hora Del Rush» (SBS) presentando segmentos de fitness, salud y belleza.
Es con el programa de «Wild on latino» de E! Entertainment Television que comienza su participación como co-host para luego ser llamada por el mismo canal pero para grabar una temporada de «Wild On Naked».
Como modelo ha posado en revistas con soft nude como «Suite 23», y esta le trajo la propuesta de hacer Playboy.
Es directora de la revista «Gente Latina» en Miami.
Actualmente pertenece al talento del show de televisión AQP «Agárrese Quien Pueda» por América TV Canal 41 en Miami.

## Vida personal
Estudió Administración de empresas en Venezuela y es madre soltera de dos hijos, Emanuel y María José.[cita requerida]